# Russell Westbrook
Russell Westbrook III (* 12. November 1988 in Long Beach, Kalifornien) ist ein US-amerikanischer Basketballspieler, der bei den Denver Nuggets in der NBA unter Vertrag steht. Zuvor war er unter anderem über 10 Jahre für die Oklahoma City Thunder aktiv und wurde in seiner Zeit dort mehrmals NBA All-Star sowie im Jahr 2017 wertvollster Spieler der Liga (MVP). In den Spielzeiten 2014/15 und 2016/17 führte er die Liga zusätzlich in erzielten Punkten an.

## Kindheit und Highschool
Westbrook kam im kalifornischen Long Beach auf die Welt und wuchs in der Nähe seines Geburtsorts in Hawthorne auf. Er hat einen jüngeren Bruder, Raynard Westbrook. Schon seit seiner Kindheit bewundert Westbrook die Lakers-Legende Magic Johnson.
Westbrook besuchte die Leuzinger High School, die er zu einer 25:4-Siegesbilanz und in das CIF-SS Div. I-AA Viertelfinale führte. Er erzielte dabei im Schnitt 25,1 Punkte, 8,7 Rebounds, 3,1 Steals und 2,3 Assists pro Spiel. Im Januar 2006 erzielte er gegen Carson 51 Punkte. Er sammelte während der Saison 14 Double-Doubles und erreichte in acht Spielen mehr als 30 Punkte. Bis zu seinem Senior-Jahr an der High School konnte Westbrook nicht dunken, was ihn dazu motivierte, seine Athletik stark zu verbessern.

## College
Westbrook spielte zwei Jahre für die UCLA Bruins der University of California, Los Angeles, für die schon Basketballlegende Kareem Abdul-Jabbar gespielt hatte. Das Team erreichte in beiden Jahren das Final Four der NCAA Division I Basketball Championship, verlor aber jeweils im Halbfinale. 2007 ging das Spiel gegen Florida mit 76:66 verloren und 2008 scheiterte man an Memphis mit 78:63. In seinem Freshman-Jahr fiel Westbrook mit 3,4 Punkten nicht auf und war nur Backup von Darren Collison. Er konnte sich aber in seinem Sophomore-Jahr durch eine Verletzung Collisons und die Beförderung zum Starter auf solide 12,7 Punkte steigern. Anschließend meldete er sich zur NBA-Draft an.

## NBA-Karriere

### Oklahoma City Thunder (2008–2019)
Westbrook wurde in der NBA-Draft 2008 von den Seattle SuperSonics an 4. Stelle ausgewählt. Das Team zog noch im selben Jahr nach Oklahoma City und tritt seitdem unter dem Namen Oklahoma City Thunder an. Er unterschrieb im Juli 2008 seinen Vertrag. Bei den Thunder traf er auf den hochtalentierten Kevin Durant, mit dem er über die nächsten Jahre das Gesicht des Teams darstellen sollte. In seinem ersten Jahr teilte er sich mit Earl Watson die Point-Guard-Position.

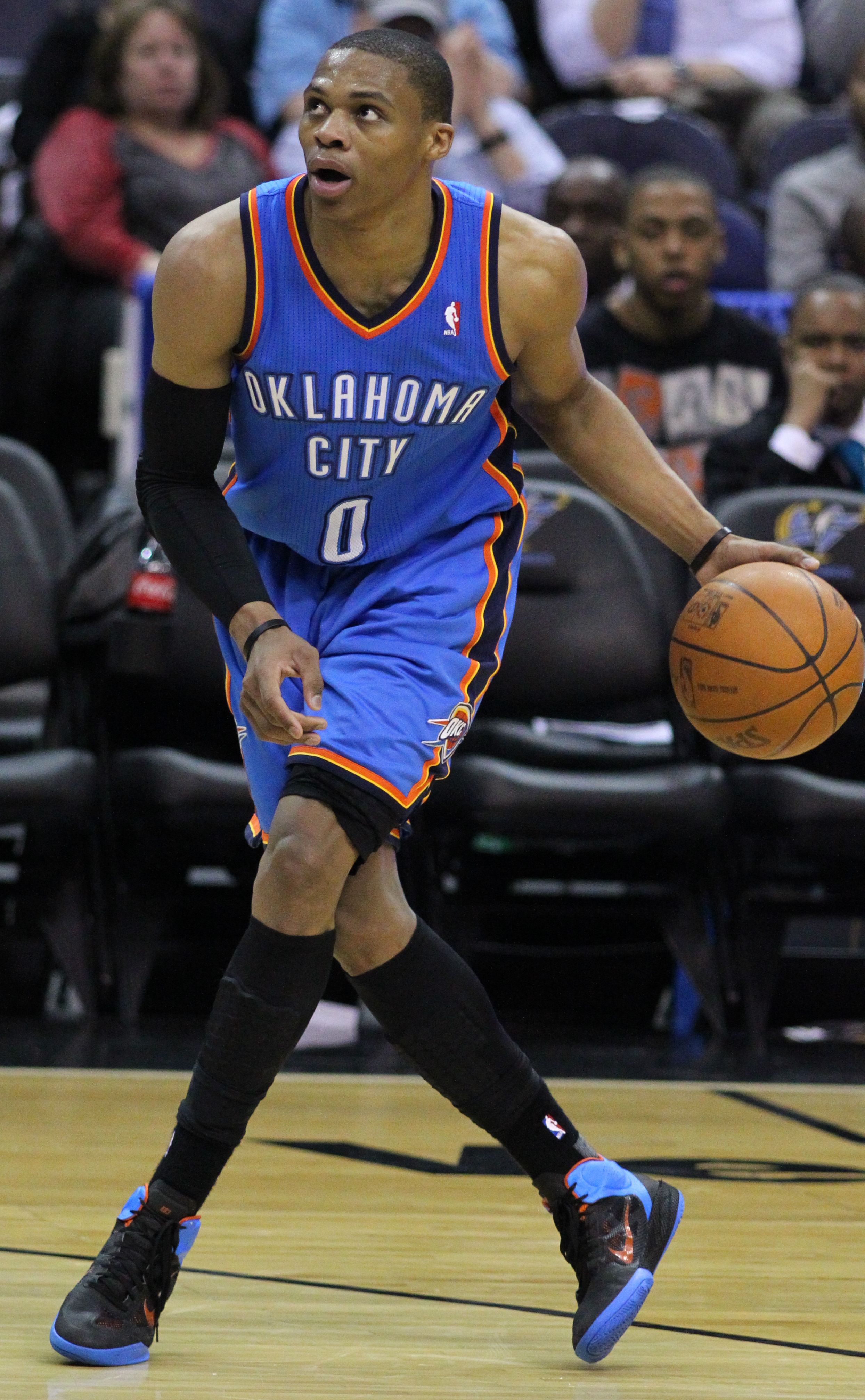
Westbrook im März 2011

Im Dezember und Februar der Saison 2008/09 wurde er als Rookie des Monats der Western Conference ausgezeichnet. Im Dezember legte er durchschnittlich 15,5 Punkte, 5,1 Assists und 5,1 Rebounds pro Spiel auf, im Februar sogar 20,6 Punkte, 5,9 Assists und 6,1 Rebounds. Außerdem erzielte er am 2. März 2009 mit 17 Punkten, 10 Rebounds und 10 Assists als einziger 2008/09er-Rookie ein Triple-Double. Er wurde der erste Rookie seit Chris Paul 2005/06 und damals erst der dritte Sonics- bzw. Thunder-Spieler überhaupt, dem dies gelang. Am Ende der Saison wurde er Vierter bei der Wahl zum Rookie des Jahres – hinter Derrick Rose, O. J. Mayo und Brook Lopez. Er wurde in das NBA All-Rookie First Team gewählt.
In der folgenden Saison konnte Westbrook seinen Schnitt von 15,3 auf 16,1 Punkte und von 5,3 auf 8 Assists pro Spiel steigern. In der Geschichte der NBA konnten bis dato nur fünf andere Spieler im Alter von 21 Jahren solche Werte im Schnitt abliefern: LeBron James, Magic Johnson, Chris Paul, Isiah Thomas und Allen Iverson. In den Play-offs konnte er sich noch einmal auf 20,5 Punkte pro Spiel steigern, doch es reichte nicht, um die Serie gegen die Los Angeles Lakers zu gewinnen.
In der Saison 2010/11 erzielte Westbrook am 12. November 2010, seinem 22. Geburtstag, 36 Punkte, 7 Rebounds und 7 Assists im Spiel gegen die Portland Trail Blazers. 14 Tage später erzielte er seine Karrierebestleistung von 43 Punkten gegen die Indiana Pacers, während er noch 8 Rebounds einsammeln und 8 Assists verteilen konnte. Zusammen mit seinem Teamkameraden Kevin Durant galt Westbrook damit als eines der aufstrebendsten jungen Talente der Liga. Dank seiner gesteigerten Leistungen auf dem Spielfeld wurde Westbrook zum NBA All-Star gewählt. In der Folgesaison verlängerte er seinen auslaufenden Vertrag vorzeitig um 5 Jahre mit einem Volumen von über 80 Millionen US-Dollar.
Am 4. März 2014 im Spiel gegen die Philadelphia 76ers erzielte Westbrook sein zweites Triple-Double der Saison 2013/14 mit 13 Punkten, 14 Assists und 10 Rebounds in nur zwanzig Spielminuten. Es war damals das zweitschnellste Triple-Double der NBA-Geschichte. Am 6. Februar 2015 erzielte er gegen die New Orleans Pelicans 48 Punkte und somit einen Karrierebestwert in Punkten.
Westbrook nahm am NBA All-Star Game 2015 teil und erzielte 41 Punkte. Damit erzielte er die zweitmeisten Punkte in einem All-Star-Spiel, nach Wilt Chamberlain, der seit 1962 den Rekord mit 42 Punkten hält. Anschließend wurde er auch zum MVP des All-Star-Spiels gewählt. Ende Februar und Anfang März 2015 hatte Westbrook als erster Spieler seit Michael Jordan (in der Saison 1988/89) vier Triple-Doubles in Folge. In dieser Zeit stellte er des Weiteren einen neuen persönlichen Bestwert in Punkten auf (49 im Spiel gegen die Philadelphia 76ers am 4. März). Im dritten Spiel dieser Serie brach er sich einen Knochen im Gesicht nach einem Zusammenstoß mit einem Mannschaftskollegen.
Beim NBA All-Star Game 2016 erzielte Westbrook 31 Punkte, 8 Rebounds, 5 Assists und 5 Steals. Wie im Vorjahr wurde er zum NBA All-Star Game MVP gewählt und verteidigte den Titel. Dies war bisher nur Bob Pettit in den Jahren 1958 und 1959 gelungen. Am 28. März 2016 erzielte er sein 16. Triple-Double der Saison, das gleichzeitig sein siebtes im Monat März war. Es waren die jeweiligen Bestmarken seit der Saison 1988/89, als Magic Johnson 17 Triple-Doubles schaffte, während Michael Jordan im April 1989 ebenfalls sieben erreichte. Auch wurde er im Laufe der Saison der aktive Spieler mit den zweitmeisten Karriere-Triple-Doubles (nach LeBron James). Im vorletzten Spiel der Saison 2015/16 erreichte Westbrook sein 18. Saison-Triple-Double, womit er Magic Johnsons Rekord aus der Saison 1981/82 einstellte (die meisten Saison-Triple-Doubles seit der ABA/NBA-Fusion 1976). Es war das erste Mal seit Beginn entsprechender statistischer Erfassungen (2002/03), dass ein Spieler ein Triple-Double bereits in der ersten Spielhälfte schaffte.

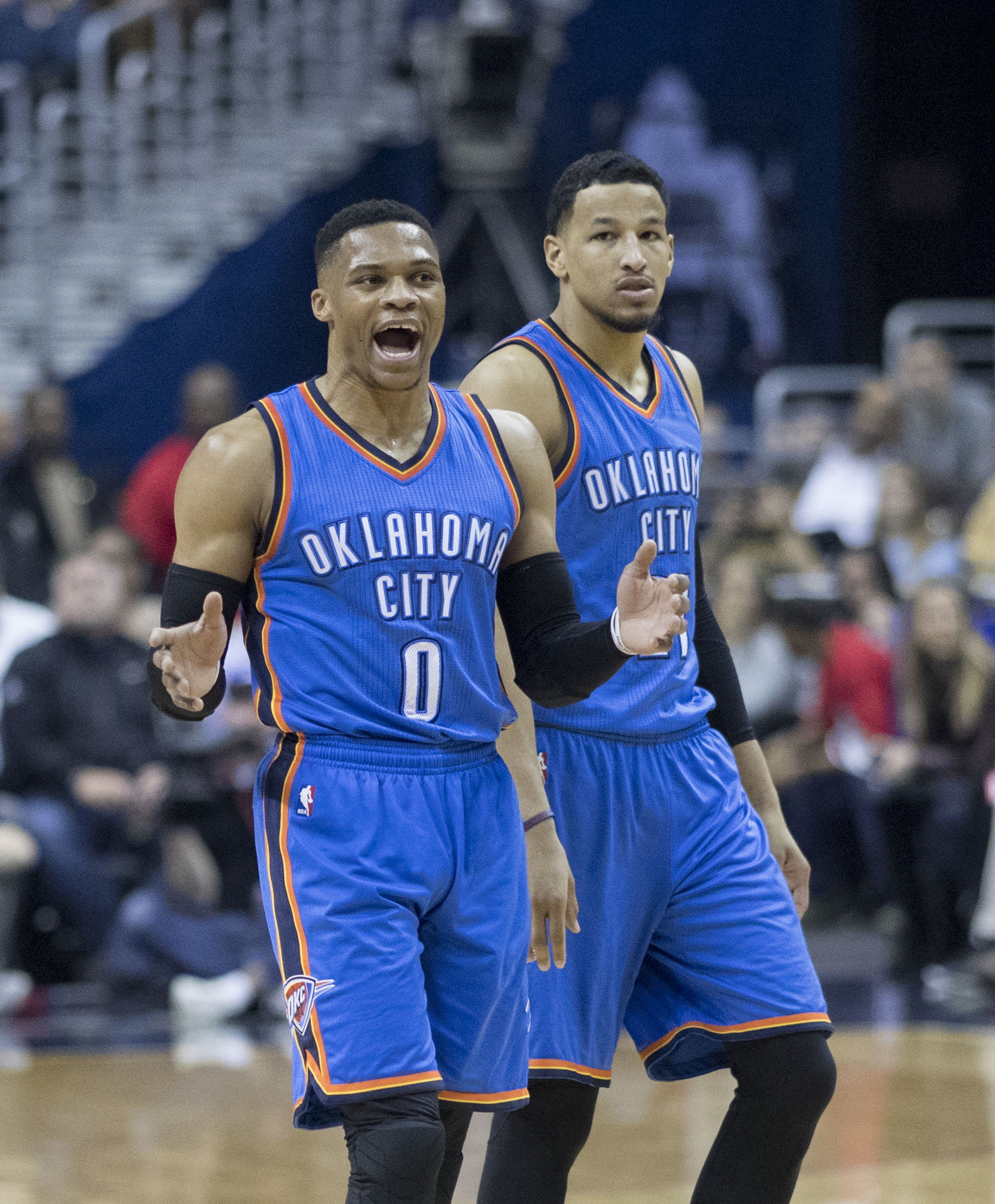
Westbrook und André Roberson

Westbrook und die Thunder starteten ohne Kevin Durant in die Spielzeit 2016/17. Durant verließ das Team und wechselte zu den Golden State Warriors, womit die Verantwortung nun Westbrook allein oblag. Westbrook unterschrieb zum Saisonstart einen 85,7 Millionen US-Dollar dotierten Dreijahresvertrag. Westbrook spielte eine historische Saison und brach den Triple-Double-Rekord von Oscar Robertson von 1967 mit 42 Triple-Doubles in einer Spielzeit. Zudem ist er erst der zweite Spieler in der NBA-Geschichte, neben Robertson in der Saison 1961/62, der im Schnitt ein Triple-Double auflegen konnte. Er überholte zudem am Tag des Rekordbruchs, mit insgesamt 79 Triple-Doubles in seiner Karriere, Wilt Chamberlain, womit er jetzt auf Platz vier steht.
Mit den Thunder erreichte er 47 Siege und den sechsten Platz in der Western Conference, womit man sich auch für die Play-offs qualifizierte. Er wurde zudem zum zweiten Mal bester Korbschütze der Liga mit einem Karrierebestwert von 31,6 Punkten pro Spiel. In den Play-offs wurden die Thunder von den Houston Rockets in der ersten Play-off-Runde eliminiert. Westbrook gewann dank seiner historischen NBA-Saison am Ende der Saison den MVP-Award.
Zudem erzielte er im Spiel gegen die Los Angeles Lakers am 2. April 2019 als erst zweiter Spieler nach Wilt Chamberlain in der Geschichte der NBA ein sogenanntes „doppeltes“ Triple-Double mit 20 Punkten, 20 Rebounds und 21 Assists.
Westbrook trägt schon seit sehr langer Zeit  die Trikotnummer „0“. Der Grund dafür ist der Verlust seines Freundes Kelcey Barrs, der mit 16 Jahren während des Trainings aufgrund einer Kardiomyopathie einen Herzstillstand erlitt, und Russell Westbrook interpretiert die Nummer „0“ mit einem Neuanfang. Der Verlust seines Freundes diente ihm als eine Motivation eine auffallende Karriere in der NBA zu haben, wie er selbst in zahlreichen Interviews erwähnte.

### Houston Rockets (2019–2020)
Vor der Saison 2019/20 wurde Westbrook im Tausch für Chris Paul und mehreren Draft-Picks zu den Houston Rockets transferiert.
Hierbei spielte er an der Seite von James Harden und erreichte mit seinem Team die Conference Semifinals.

### Washington Wizards (2020–2021)
In der Off-season 2020 wurde Russell Westbrook im Tausch für John Wall und dem Draft-Picks 2023 zu den Washington Wizards transferiert.
Am 3. Mai 2021 erzielte Westbrook in einem 154:141-Sieg gegen die Indiana Pacers 14 Punkte, 21 Rebounds und 24 Assists (beides Karrierebestwerte). Mit dieser Leistung ist er der erste Spieler in NBA-Geschichte, der mehrere Triple-Doubles mit mindestens 20 Rebounds und 20 Assists auflegen konnte.
Westbrook erzielte am 8. Mai 2021 in einem 133:132-Sieg gegen die Indiana Pacers neben seinem siegbringenden Block + Freiwürfe auch 33 Punkte, 19 Rebounds und 15 Assists. Dies war das 181. Mal, dass Westbrook ein Triple-Double erzielt hat und hat damit den Rekord von Oscar Robertson für die meisten Triple-Doubles in der Geschichte der NBA eingestellt. Zwei Tage später, am 10. Mai, erzielte Westbrook in einer 124:125-Niederlage gegen die Atlanta Hawks mit 28 Punkten, 21 Assists und 13 Rebounds erneut ein Triple-Double und brach damit Oscar Robertsons 46-Jahre alten Rekord.

### Los Angeles Lakers (2021–2023)
Im Juli 2021 wurde er in einem Multi-Spieler-Trade zu den Los Angeles Lakers getradet. Mit den Lakers verpasste Westbrook in der Season 2021/22 die Play-offs. Zum Beginn der Regular Season 2022/23 verlor er zudem seinen Platz in der Starting-Five.

### Los Angeles Clippers (seit 2023)
Zum Ende der NBA-Transferphase am 9. Februar 2023 wechselte Westbrook zu den Utah Jazz. Wenige Tage später kam jedoch der Rücktransfer nach Los Angeles, wobei Westbrook nun einen Vertrag bei den Los Angeles Clippers unterschrieb.

## Nationalmannschaft
2010 war Westbrook Mitglied der Basketballnationalmannschaft der USA. 2012 gewann er mit der Mannschaft bei den Olympischen Sommerspielen 2012 Gold in London.

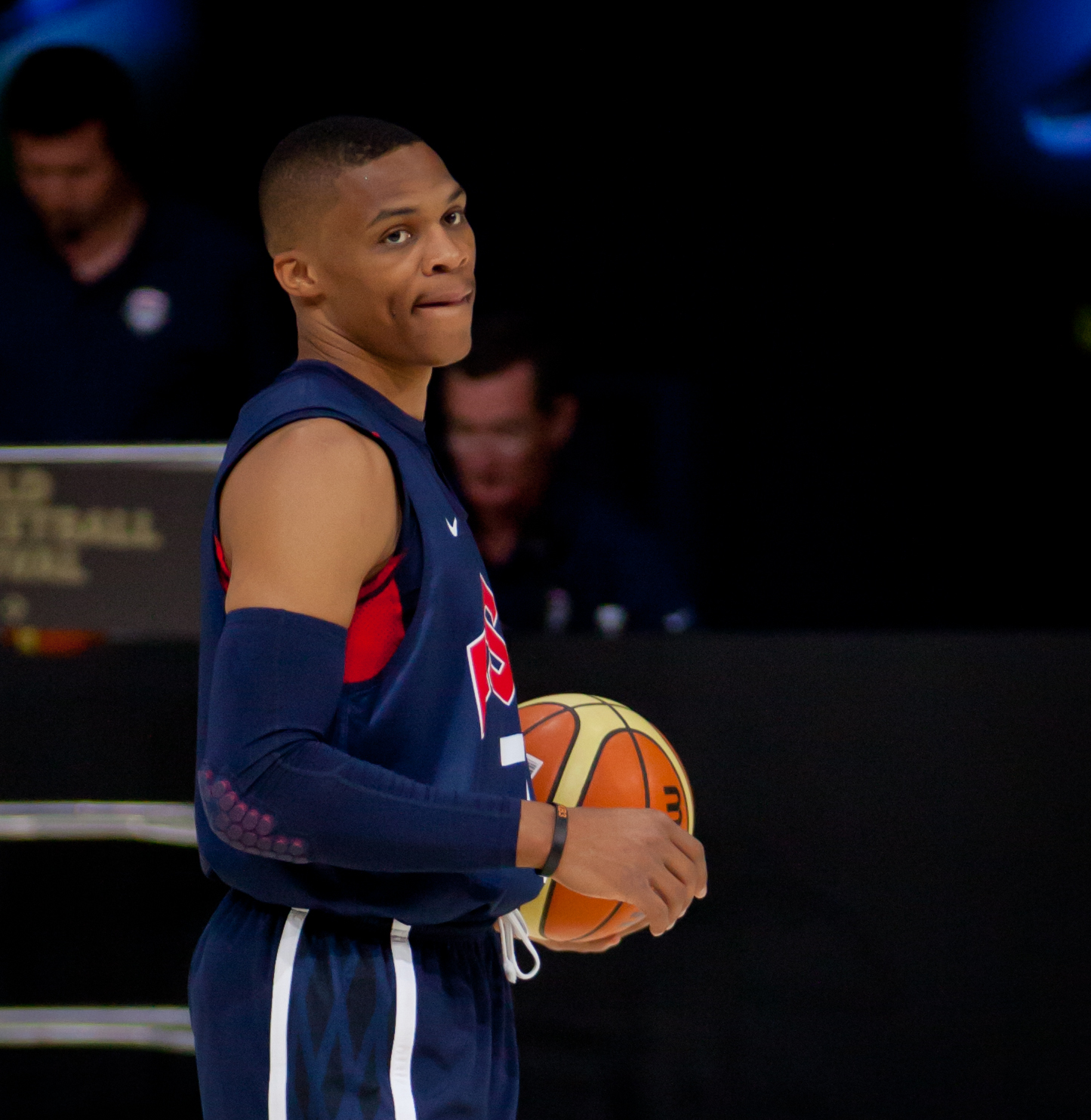
Westbrook beim Team USA

## Spielweise
Westbrook ist besonders als angriffsorientierter Point Guard bekannt. Dies sorgte oft für Diskussionen, da viele Experten Assists als Hauptaufgabe eines Point Guards sehen und Westbrooks Statistik-Werte dort zunächst Defizite aufwiesen. Zu Beginn der Saison 2012/13 steigerten sich diese Werte allerdings massiv, so dass Westbrook noch effektiver auftrat, nicht nur als Scorer, sondern auch als erfolgreicher Vorlagengeber.
Westbrook gilt als einer der spektakulärsten Dunker der Liga, da er trotz seiner nur 1,91 Meter häufig Dunks vollführt, die eine besondere Athletik erfordern. Eine weitere Qualität ist seine Fähigkeit, Pässe abzufangen und Gegnern den Ball zu stehlen. So war er in der Saison 2011/12 mit 1,6 Steals pro Spiel der NBA-Spieler mit dem zehnthöchsten Wert in dieser Kategorie.
Westbrook ist für seine häufigen Triple-Doubles bekannt. In der Saison 2016/17 schaffte er als erst zweiter Spieler nach Oscar Robertson (1962) über die gesamte Saison ein Triple-Double im Durchschnitt zu erzielen. Diese Leistung wiederholte er in den folgenden Jahren noch zweimal, wodurch er bislang der einzige Spieler ist, dem dies mehrfach gelang. Neben den meisten Triple-Doubles innerhalb einer Saison war er auch der einzige Spieler neben Wilt Chamberlain der ein „zweifaches Triple-Double“ erzielen konnte, bei dem sämtliche Werte 20 überschritten – am 2. April 2019 erreichte er im Spiel gegen die Los Angeles Lakers 20 Punkte, 20 Rebounds und 21 Assists. Westbrook hält zusätzlich den Rekord für die meisten Triple-Doubles in einer Saison (42).
An seiner Spielweise entzündet sich jedoch auch heftige Kritik. So lautet sein Spitzname in NBA Kreisen „Westbrick“, unter Bezugnahme auf das Werfen von sog. Backsteinen, wobei der Werfer beim Wurfversuch den Ring verfehlt und nur das Brett trifft. Im März 2022 äußerte sich Westbrook öffentlich zu dem Spitznamen und erklärte, dass er ihn als respektlos gegenüber seinem Familiennamen empfinde. Er betonte, dass solche Bezeichnungen nicht nur ihn, sondern auch seine Familie beeinträchtigen. Westbrook ist hinlänglich dafür bekannt, komplizierte oder gut verteidigte Würfe zu nehmen, welche für niedrige Wurfquoten aus Mittel- und Dreipunktdistanz seinerseits sorgen.

## Erfolge und Auszeichnungen
- Die meisten Triple-Doubles in der Geschichte der NBA (198). (Stand: 26. Dezember 2023)[37]
- NBA Most Valuable Player[38] (MVP): 2017
- 9× NBA All-Star: 2011–2013, 2015–2019[9]
  - 2× NBA All-Star Game MVP: 2015, 2016
- 2× All-NBA First Team: 2016, 2017
  - 5×  All-NBA Second Team: 2011–2013, 2015, 2018
    - All-NBA Third Team: 2019
- Meiste Punkte pro Spiel (NBA): 2015, 2017
- Meiste Assists pro Spiel (NBA): 2018, 2019, 2021
- NBA All-Rookie First Team 2009[8]
- Olympiasieger 2012 (Team USA)
- Basketballweltmeister 2010 (Team USA)
- Pac-10 Defensive Player of the Year: 2008
- Third Team All-Pac-10: 2008
- Pac-10 All-Defensive Team: 2008
- NBA 75th Anniversary Team

## NBA-Statistiken

### Reguläre Saison
| Saison   | Team            | GP   | GS   | MPG  | FG % | 3P % | FT % | RPG  | APG  | SPG | BPG | PPG  |
| -------- | --------------- | ---- | ---- | ---- | ---- | ---- | ---- | ---- | ---- | --- | --- | ---- |
| 2008–09  | Oklahoma        | 82   | 65   | 32.5 | .398 | .271 | .815 | 4.9  | 5.3  | 1.3 | 0.2 | 15.3 |
| 2009–10  | Oklahoma        | 82   | 82   | 34.3 | .418 | .221 | .780 | 4.9  | 8.0  | 1.3 | 0.4 | 16.1 |
| 2010–11  | Oklahoma        | 82   | 82   | 34.7 | .442 | .330 | .842 | 4.6  | 8.2  | 1.9 | 0.4 | 21.9 |
| 2011–12  | Oklahoma        | 66   | 66   | 35.3 | .457 | .316 | .823 | 4.6  | 5.5  | 1.7 | 0.3 | 23.6 |
| 2012–13  | Oklahoma        | 82   | 82   | 34.9 | .438 | .323 | .800 | 5.2  | 7.4  | 1.8 | 0.3 | 23.2 |
| 2013–14  | Oklahoma        | 46   | 46   | 30.7 | .437 | .318 | .826 | 5.7  | 6.9  | 1.9 | 0.2 | 21.8 |
| 2014–15  | Oklahoma        | 67   | 67   | 34.4 | .426 | .299 | .835 | 7.3  | 8.6  | 2.1 | 0.2 | 28.1 |
| 2015–16  | Oklahoma        | 80   | 80   | 34.4 | .454 | .296 | .812 | 7.8  | 10.4 | 2.0 | 0.3 | 23.5 |
| 2016–17  | Oklahoma        | 81   | 81   | 34.6 | .425 | .343 | .845 | 10.7 | 10.4 | 1.6 | 0.4 | 31.6 |
| 2017–18  | Oklahoma        | 80   | 80   | 36.4 | .449 | .298 | .737 | 10.1 | 10.3 | 1.8 | 0.3 | 25.4 |
| 2018–19  | Oklahoma        | 73   | 73   | 36.0 | .428 | .290 | .656 | 11.1 | 10.7 | 1.9 | 0.5 | 22.9 |
| 2019–20  | Houston         | 57   | 57   | 35.9 | .472 | .258 | .763 | 7.9  | 7.0  | 1.6 | 0.4 | 27.2 |
| 2020–21  | Washington      | 65   | 65   | 36.4 | .439 | .315 | .656 | 11.5 | 11.7 | 1.4 | 0.4 | 22.2 |
| 2021–22  | Lakers          | 78   | 78   | 34.3 | .444 | .298 | .667 | 7.4  | 7.1  | 1.0 | 0.3 | 18.5 |
| 2022–23  | Lakers/Clippers | 73   | 24   | 29.1 | .436 | .311 | .656 | 5.8  | 7.5  | 1.0 | 0.5 | 15.9 |
| 2023–24  | Clippers        | 68   | 11   | 22.5 | .454 | .273 | .688 | 5.0  | 4.5  | 1.1 | 0.3 | 11.1 |
| Gesamt   | Gesamt          | 1162 | 1039 | 33.6 | .438 | .304 | .776 | 7.1  | 8.1  | 1.6 | 0.3 | 21.7 |
| All-Star | All-Star        | 9    | 2    | 22.5 | .506 | .338 | .588 | 5.2  | 3.8  | 1.4 | 0.0 | 21.6 |

### Play-offs
| Saison  | Team       | GP  | GS  | MPG  | FG % | 3P % | FT % | RPG  | APG  | SPG | BPG | PPG  |
| ------- | ---------- | --- | --- | ---- | ---- | ---- | ---- | ---- | ---- | --- | --- | ---- |
| 2009–10 | Oklahoma   | 6   | 6   | 35.3 | .473 | .417 | .842 | 6.0  | 6.0  | 1.7 | 0.2 | 20.5 |
| 2010–11 | Oklahoma   | 17  | 17  | 37.5 | .394 | .292 | .852 | 5.4  | 6.4  | 1.4 | 0.4 | 23.8 |
| 2011–12 | Oklahoma   | 20  | 20  | 38.4 | .435 | .277 | .802 | 5.5  | 5.9  | 1.6 | 0.4 | 23.1 |
| 2012–13 | Oklahoma   | 2   | 2   | 34.0 | .415 | .222 | .857 | 6.5  | 7.0  | 3.0 | 0.0 | 24.0 |
| 2013–14 | Oklahoma   | 19  | 19  | 38.7 | .420 | .280 | .884 | 7.3  | 8.1  | 2.2 | 0.3 | 26.7 |
| 2015–16 | Oklahoma   | 18  | 18  | 37.4 | .405 | .324 | .829 | 6.9  | 11.0 | 2,6 | 0.1 | 26,0 |
| 2016–17 | Oklahoma   | 5   | 5   | 38.9 | .388 | .265 | .800 | 11.6 | 10.8 | 2.4 | 0.4 | 37.4 |
| 2017–18 | Oklahoma   | 6   | 6   | 39.2 | .398 | .357 | .825 | 12.0 | 7.5  | 1.5 | 0.0 | 29.3 |
| 2018–19 | Oklahoma   | 5   | 5   | 39.4 | .360 | .324 | .885 | 8.8  | 10.6 | 1.0 | 0.6 | 22.8 |
| 2019–20 | Houston    | 8   | 8   | 32.8 | .421 | .242 | .532 | 7.0  | 4.6  | 1.5 | 0.3 | 17.9 |
| 2020–21 | Washington | 5   | 5   | 37.2 | .333 | .250 | .791 | 10.4 | 11.8 | 0.4 | 0.2 | 19.0 |
| 2022–23 | Clippers   | 5   | 5   | 38.5 | .410 | .357 | .880 | 7.6  | 7.4  | 1.2 | 1.4 | 23.6 |
| 2023–24 | Clippers   | 6   | 0   | 19.0 | .260 | .235 | .615 | 4.2  | 1.7  | 1.2 | 0.5 | 6.3  |
| Gesamt  | Gesamt     | 122 | 116 | 36.7 | .405 | .297 | .825 | 7.0  | 7.5  | 1.7 | 0.3 | 23.6 |

(Quelle: )